# جایزه فیلم اروپا بهترین بازیگر نقش اول مرد
جایزه فیلم اروپا بهترین بازیگر نقش اول مرد (انگلیسی: European Film Award for Best Actor) یک جایزه است که توسط آکادمی فیلم اروپا به بازیگران نقش اول مرد فیلم‌های زبان اروپا داده خواهد شد. اولین جایزه به ماکس فون سیدو به خاطر فیلم پله فاتح در سال ۱۹۸۸ داده شد. آخرین دریافت‌کننده این جایزه نیز مایکل کین بود به خاطر بازی در فیلم جوانی.

## برندگان و نامزدها

### دهه ۱۹۸۰
| سال         | برنده و نامزدها      | عنوان فارسی                         | عنوان اصلی                                   |
| ----------- | -------------------- | ----------------------------------- | -------------------------------------------- |
| ۱۹۸۸ (نخست) | ماکس فون سیدو        | پله فاتح                            | Pelle erobreren                              |
| ۱۹۸۸ (نخست) | کلاوس ماریا برانداور | Hanussen                            | Hanussen                                     |
| ۱۹۸۸ (نخست) | آلفردو لاندا         | El bosque animado                   | El bosque animado                            |
| ۱۹۸۸ (نخست) | Udo Samel            | de                                  | de                                           |
| ۱۹۸۸ (نخست) | Dorel Vişan          | Iacob                               | Iacob                                        |
| ۱۹۸۹ (دوم)  | فیلیپ نوآره          | Life and Nothing But سینما پارادیزو | La vie et rien d'autre Nuovo cinema Paradiso |
| ۱۹۸۹ (دوم)  | دانیل دی-لوئیس       | پای چپ من                           | پای چپ من                                    |
| ۱۹۸۹ (دوم)  | داوور دویموویچ       | دوران کولی‌ها                        | Dom za vesanje                               |
| ۱۹۸۹ (دوم)  | Károly Eperjes       | Eldorádó                            | Eldorádó                                     |
| ۱۹۸۹ (دوم)  | Jozef Króner         | Thou, Which Art in Heaven           | Ti, koyto si na nebeto                       |

### دهه ۱۹۹۰
| سال            | برنده و نامزدها | عنوان فارسی                       | عنوان اصلی                        |
| -------------- | --------------- | --------------------------------- | --------------------------------- |
| ۱۹۹۰ (سوم)     | کنت برانا       | هنری پنجم                         | هنری پنجم                         |
| ۱۹۹۰ (سوم)     | ژرار دوپاردیو   | سیرانو دو برژراک                  | سیرانو دو برژراک                  |
| ۱۹۹۰ (سوم)     | Philip Zandén   | Skyddsängeln                      | Skyddsängeln                      |
| ۱۹۹۱ (چهارم)   | میشل بوکه       | توتوی قهرمان                      | Toto le héros                     |
| ۱۹۹۱ (چهارم)   | کلاودیو آمندولا | اولترا                            | اولترا                            |
| ۱۹۹۱ (چهارم)   | ریچارد آنکونینا | Le Petit Criminel                 | Le Petit Criminel                 |
| ۱۹۹۲ (پنجم)    | متی پلونپا      | La Vie de Bohème                  | La Vie de Bohème                  |
| ۱۹۹۲ (پنجم)    | دونی لوان       | The Lovers on the Bridge          | Les Amants du Pont-Neuf           |
| ۱۹۹۲ (پنجم)    | انریکو لو ورسو  | بچه‌های دزدیده‌شده                  | Il ladro di bambini               |
| ۱۹۹۳ (ششم)     | دنیل اوتوی      | Un cœur en hiver                  | Un cœur en hiver                  |
| ۱۹۹۳ (ششم)     | کارلو چکی       | Morte di un matematico napoletano | Morte di un matematico napoletano |
| ۱۹۹۳ (ششم)     | ژان دوکله       | Daens                             | Daens                             |
| ۱۹۹۴ (هفتم)    | No award given  | No award given                    | No award given                    |
| ۱۹۹۵ (هشتم)    | No award given  | No award given                    | No award given                    |
| ۱۹۹۶ (نهم)     | ایان مک‌کلن      | ریچارد سوم                        | ریچارد سوم                        |
| ۱۹۹۷ (دهم)     | باب هاسکینز     | بیست و چهار هفت                   | بیست و چهار هفت                   |
| ۱۹۹۷ (دهم)     | ماریو آدورف     | Rossini                           | Rossini                           |
| ۱۹۹۷ (دهم)     | یرژی اشتور      | داستان‌های عاشقانه                 | Historie miłosne                  |
| ۱۹۹۷ (دهم)     | فیلیپ تورتون    | Captain Conan                     | Capitaine Conan                   |
| ۱۹۹۸ (یازدهم)  | روبرتو بنینی    | زندگی زیباست                      | La vita è bella                   |
| ۱۹۹۸ (یازدهم)  | خاویر باردم     | Live Flesh                        | Carne trémula                     |
| ۱۹۹۸ (یازدهم)  | پیتر مولان      | نام من جو است                     | نام من جو است                     |
| ۱۹۹۸ (یازدهم)  | اولریش تامسن    | جشن (فیلم)                        | Festen                            |
| ۱۹۹۹ (دوازدهم) | رالف فاینس      | نور سفید                          | نور سفید                          |
| ۱۹۹۹ (دوازدهم) | آندرس برتلسن    | واپسین سرود میفونه                | Mifunes sidste sang               |
| ۱۹۹۹ (دوازدهم) | روپرت اورت      | شوهر ایده‌آل                       | شوهر ایده‌آل                       |
| ۱۹۹۹ (دوازدهم) | گوتز جرج        | به دنبال حقیقت                    | Nichts als die Wahrheit           |
| ۱۹۹۹ (دوازدهم) | فیلیپ تورتون    | Ça commence aujourd'hui           | Ça commence aujourd'hui           |
| ۱۹۹۹ (دوازدهم) | ری وینستون      | The War Zone                      | The War Zone                      |

### دهه ۲۰۰۰
| سال             | برنده و نامزدها                                                                  | عنوان فارسی                                      | عنوان اصلی                                                | شخصیت |
| --------------- | -------------------------------------------------------------------------------- | ------------------------------------------------ | --------------------------------------------------------- | ----- |
| ۲۰۰۰ (سیزدهم)   | Sergi López                                                                      | هری، او برای کمک اینجاست                         | Harry, un ami qui vous veut du bien                       |       |
| ۲۰۰۰ (سیزدهم)   | جیمی بل                                                                          | بیلی الیوت                                       | بیلی الیوت                                                |       |
| ۲۰۰۰ (سیزدهم)   | برونو گانتس                                                                      | Bread and Tulips                                 | Pane e tulipani                                           |       |
| ۲۰۰۰ (سیزدهم)   | اینکوار اکرت سیگورثون                                                            | Angels of the Universe                           | Englar alheimsins                                         |       |
| ۲۰۰۰ (سیزدهم)   | Krzysztof Siwczyk                                                                | Wojaczek                                         | Wojaczek                                                  |       |
| ۲۰۰۰ (سیزدهم)   | استلان اسکارشگورد                                                                | ابردین                                           | ابردین                                                    |       |
| ۲۰۰۱ (چهاردهم)  | بن کینگزلی                                                                       | جانور سکسی                                       | جانور سکسی                                                |       |
| ۲۰۰۱ (چهاردهم)  | یسپر کریستنسن                                                                    | نیمکت                                            | Bænken                                                    |       |
| ۲۰۰۱ (چهاردهم)  | Branko Đurić                                                                     | سرزمین هیچ‌کس                                     | سرزمین هیچ‌کس                                              |       |
| ۲۰۰۱ (چهاردهم)  | Cast of Last Orders مایکل کین، تام کورتنی، دیوید همینگز، باب هاسکینز، ری وینستون | Last Orders                                      | Last Orders                                               |       |
| ۲۰۰۱ (چهاردهم)  | میشل پیکولی                                                                      | I'm Going Home                                   | Je rentre à la maison                                     |       |
| ۲۰۰۱ (چهاردهم)  | استلان اسکارشگورد                                                                | Taking Sides                                     | Taking Sides                                              |       |
| ۲۰۰۲ (پانزدهم)  | سرجو کاستلیتو                                                                    | Mostly Martha لبخند مادر من                      | Bella Martha L'ora di religione (Il sorriso di mia madre) |       |
| ۲۰۰۲ (پانزدهم)  | خاویر باردم                                                                      | دوشنبه‌ها در آفتاب                                | Los lunes al sol                                          |       |
| ۲۰۰۲ (پانزدهم)  | خاویر کامارا                                                                     | با او حرف بزن                                    | Hable con ella                                            |       |
| ۲۰۰۲ (پانزدهم)  | Martin Compston                                                                  | Sweet Sixteen                                    | Sweet Sixteen                                             |       |
| ۲۰۰۲ (پانزدهم)  | الیویه گورمه                                                                     | The Son                                          | Le fils                                                   |       |
| ۲۰۰۲ (پانزدهم)  | مارکو پلتولا                                                                     | مرد بدون گذشته                                   | Mies vailla menneisyyttä                                  |       |
| ۲۰۰۲ (پانزدهم)  | تیموتی اسپال                                                                     | همه یا هیچ                                       | همه یا هیچ                                                |       |
| ۲۰۰۳ (شانزدهم)  | دانیل برول                                                                       | خداحافظ لنین                                     | خداحافظ لنین                                              |       |
| ۲۰۰۳ (شانزدهم)  | چویتل اجیوفور                                                                    | چیزهای زیبای کثیف                                | چیزهای زیبای کثیف                                         |       |
| ۲۰۰۳ (شانزدهم)  | توماس لیمارکیوس                                                                  | نوی زال (فیلم)                                   | Nói albinói                                               |       |
| ۲۰۰۳ (شانزدهم)  | لوییجی لو کاشو                                                                   | بهترین دوران جوانی                               | La meglio gioventù                                        |       |
| ۲۰۰۳ (شانزدهم)  | ژان روشفور                                                                       | مردی در قطار                                     | L'homme du train                                          |       |
| ۲۰۰۳ (شانزدهم)  | برونو تودشینی                                                                    | برادر او                                         | Son frère                                                 |       |
| ۲۰۰۴ (هفدهم)    | خاویر باردم                                                                      | دریای درون                                       | Mar adentro                                               |       |
| ۲۰۰۴ (هفدهم)    | دانیل برول                                                                       | The Edukators                                    | Die fetten Jahre sind vorbei                              |       |
| ۲۰۰۴ (هفدهم)    | برونو گانتس                                                                      | Downfall                                         | Der Untergang                                             |       |
| ۲۰۰۴ (هفدهم)    | ژرار ژونیو                                                                       | The Chorus                                       | Les choristes                                             |       |
| ۲۰۰۴ (هفدهم)    | بودان اشتوپکا                                                                    | Our Own                                          | Svoi                                                      |       |
| ۲۰۰۴ (هفدهم)    | بیرول اونل                                                                       | Head-On                                          | Gegen die Wand                                            |       |
| ۲۰۰۵ (هیجدهم)   | دنیل اوتوی                                                                       | پنهان                                            | Caché                                                     |       |
| ۲۰۰۵ (هیجدهم)   | رومن دوریس                                                                       | ضربان قلب من متوقف شده است                       | De battre mon cœur s'est arrêté                           |       |
| ۲۰۰۵ (هیجدهم)   | Henry Hübchen                                                                    | Go for Zucker                                    | Alles auf Zucker!                                         |       |
| ۲۰۰۵ (هیجدهم)   | اولریش ماتس                                                                      | The Ninth Day                                    | Der neunte Tag                                            |       |
| ۲۰۰۵ (هیجدهم)   | ژرمی رنیر                                                                        | The Child                                        | L'enfant                                                  |       |
| ۲۰۰۵ (هیجدهم)   | اولریش تامسن                                                                     | برادران                                          | Brødre                                                    |       |
| ۲۰۰۶ (نوزدهم)   | اولریش موهه                                                                      | زندگی دیگران                                     | Das Leben der Anderen                                     |       |
| ۲۰۰۶ (نوزدهم)   | پاتریک شنه                                                                       | Not Here to Be Loved                             | Je ne suis pas là pour être aimé                          |       |
| ۲۰۰۶ (نوزدهم)   | یسپر کریستنسن                                                                    | قتل شبه عمد                                      | Drabet                                                    |       |
| ۲۰۰۶ (نوزدهم)   | مدس میکلسن                                                                       | After the Wedding                                | Efter brylluppet                                          |       |
| ۲۰۰۶ (نوزدهم)   | کیلین مورفی                                                                      | بادی که کشتزار جو را تکان می‌دهد صبحانه در پلوتون | بادی که کشتزار جو را تکان می‌دهد صبحانه در پلوتون          |       |
| ۲۰۰۶ (نوزدهم)   | سیلویو اورلاندو                                                                  | The Caiman                                       | Il caimano                                                |       |
| ۲۰۰۷ (بیستم)    | ساسون گابای                                                                      | بازدید گروه موسیقی                               | Bikur Ha-Tizmoret                                         |       |
| ۲۰۰۷ (بیستم)    | الیو جرمانو                                                                      | برادرم تنها فرزند است                            | Mio fratello è figlio unico                               |       |
| ۲۰۰۷ (بیستم)    | میکی مانویلوویچ                                                                  | Irina Palm                                       | Irina Palm                                                |       |
| ۲۰۰۷ (بیستم)    | جیمز مک‌آووی                                                                      | آخرین پادشاه اسکاتلند                            | آخرین پادشاه اسکاتلند                                     |       |
| ۲۰۰۷ (بیستم)    | میشل پیکولی                                                                      | Belle Toujours                                   | Belle Toujours                                            |       |
| ۲۰۰۷ (بیستم)    | بن ویشاو                                                                         | عطر: قصه یک آدمکش                                | عطر: قصه یک آدمکش                                         |       |
| ۲۰۰۸ (بیست‌ویکم) | تونی سرویلو                                                                      | Il Divo Gomorra                                  | Il Divo Gomorra                                           |       |
| ۲۰۰۸ (بیست‌ویکم) | مایکل فاسبندر                                                                    | گرسنگی                                           | گرسنگی                                                    |       |
| ۲۰۰۸ (بیست‌ویکم) | Thure Lindhardt مدس میکلسن                                                       | Flame & Citron                                   | Flammen & Citronen                                        |       |
| ۲۰۰۸ (بیست‌ویکم) | جیمز مک‌آووی                                                                      | کفاره                                            | کفاره                                                     |       |
| ۲۰۰۸ (بیست‌ویکم) | یورگن فوگل                                                                       | موج                                              | Die Welle                                                 |       |
| ۲۰۰۸ (بیست‌ویکم) | المار وپر                                                                        | Cherry Blossoms                                  | Kirschbluten - Hanami                                     |       |
| ۲۰۰۹ (بیست‌ودوم) | طاهر رحیم                                                                        | یک پیامبر                                        | Un prophète                                               |       |
| ۲۰۰۹ (بیست‌ودوم) | موریتس بلایبتروی                                                                 | گره بادر ماینهوف                                 | Der Baader Meinhof Komplex                                |       |
| ۲۰۰۹ (بیست‌ودوم) | Steve Evets                                                                      | در جستجوی اریک                                   | در جستجوی اریک                                            |       |
| ۲۰۰۹ (بیست‌ودوم) | داوید کروس                                                                       | The Reader                                       | The Reader                                                |       |
| ۲۰۰۹ (بیست‌ودوم) | دو پتل                                                                           | میلیونر زاغه‌نشین                                 | میلیونر زاغه‌نشین                                          |       |
| ۲۰۰۹ (بیست‌ودوم) | فیلیپو تیمی                                                                      | Vincere                                          | Vincere                                                   |       |

### دهه ۲۰۱۰
| سال               | برنده و نامزدها      | عنوان فارسی                         | عنوان اصلی                      | شخصیت                        |
| ----------------- | -------------------- | ----------------------------------- | ------------------------------- | ---------------------------- |
| ۲۰۱۰ (بیست‌وسوم)   | یوان مک‌گرگور         | سایه‌نویس                            | سایه‌نویس                        | The Ghost                    |
| ۲۰۱۰ (بیست‌وسوم)   | Jakob Cedergren      | سابمارینو                           | سابمارینو                       | Nick                         |
| ۲۰۱۰ (بیست‌وسوم)   | الیو جرمانو          | زندگی ما                            | La nostra vita                  | Claudio                      |
| ۲۰۱۰ (بیست‌وسوم)   | George Piştereanu    | If I Want to Whistle, I Whistle     | Eu când vreau să fluier, fluier | Silviu                       |
| ۲۰۱۰ (بیست‌وسوم)   | لوئیس تسار           | سلول ۲۱۱                            | Celda 211                       | Malamadre                    |
| ۲۰۱۱ (بیست‌وچهارم) | کالین فرث            | سخنرانی پادشاه                      | سخنرانی پادشاه                  | جرج ششم                      |
| ۲۰۱۱ (بیست‌وچهارم) | ژان دوژاردن          | آرتیست                              | آرتیست                          | George Valentin              |
| ۲۰۱۱ (بیست‌وچهارم) | میکل پرشبرانت        | در یک دنیای بهتر                    | Hævnen                          | Anton                        |
| ۲۰۱۱ (بیست‌وچهارم) | میشل پیکولی          | ما یک پاپ داریم                     | Habemus Papam                   | Cardinal Melville/The Pope   |
| ۲۰۱۱ (بیست‌وچهارم) | آندره ویلم           | لو آور                              | لو آور                          | Marcel Marx                  |
| ۲۰۱۲ (بیست‌وپنجم)  | ژان لویی ترنتینیان   | Amour                               | Amour                           | Georges Laurent              |
| ۲۰۱۲ (بیست‌وپنجم)  | فرانسوا کلوزه عمر سی | دست‌نیافتنی‌ها                        | Intouchables                    | Philippe Driss Bassary       |
| ۲۰۱۲ (بیست‌وپنجم)  | / مایکل فاسبندر      | شرم                                 | شرم                             | Brandon Sullivan             |
| ۲۰۱۲ (بیست‌وپنجم)  | مدس میکلسن           | شکار                                | Jagten                          | Lucas                        |
| ۲۰۱۲ (بیست‌وپنجم)  | گری الدمن            | بندزن خیاط سرباز جاسوس              | بندزن خیاط سرباز جاسوس          | George Smiley/"Beggarman"    |
| ۲۰۱۳ (بیست‌وششم)   | تونی سرویلو          | زیبایی بزرگ (فیلم ۱۹۸۸)             | La grande belleza               | Jep Gambardella              |
| ۲۰۱۳ (بیست‌وششم)   | جود لا               | آنا کارنینا                         | آنا کارنینا                     | Alexei Alexandrovich Karenin |
| ۲۰۱۳ (بیست‌وششم)   | Johan Heldenbergh    | فروپاشی حلقه شکسته                  | فروپاشی حلقه شکسته              | Didier Bontinck              |
| ۲۰۱۳ (بیست‌وششم)   | فابریس لوکینی        | در خانه                             | Dans la maison                  | Germain Germain              |
| ۲۰۱۳ (بیست‌وششم)   | تام شیلینگ           | Oh Boy!                             | Oh Boy!                         | Niko Fischer                 |
| ۲۰۱۴ (بیست‌وهفتم)  | تیموتی اسپال         | آقای ترنر                           | آقای ترنر                       | ویلیام ترنر                  |
| ۲۰۱۴ (بیست‌وهفتم)  | برندن گلیسون         | کالواری                             | کالواری                         | Father James                 |
| ۲۰۱۴ (بیست‌وهفتم)  | تام هاردی            | لاک                                 | لاک                             | Ivan Locke                   |
| ۲۰۱۴ (بیست‌وهفتم)  | الکسی سربریاکوف      | لویاتان                             | Левиафан                        | Kolya Sergyev                |
| ۲۰۱۴ (بیست‌وهفتم)  | استلان اسکارشگورد    | نیمفومانیاک                         | نیمفومانیاک                     | Seligman                     |
| ۲۰۱۵ (بیست‌وهشتم)  |                      |                                     |                                 |                              |
| مایکل کین         | جوانی                | Youth - La giovinezza               | Fred Ballinger                  |                              |
| تام کورتنی        | ۴۵ سال               | ۴۵ سال                              | Geoff Mercer                    |                              |
| کالین فارل        | خرچنگ (فیلم)         | خرچنگ (فیلم)                        | David                           |                              |
| Christian Friedel | ۱۳ دقیقه             | Elser - Er hätte die Welt verändert | Georg Elser                     |                              |
| ونسان لندون       | اندازه ی یک مرد      | La Loi du marché                    | Thierry Taugourdeau             |                              |